# مسابقه لب‌خوانی
مسابقه لب‌خوانی (Lip Sync Battle) برنامه تلویزیونی آمریکایی در ژانر مسابقه رئالیتی موسیقی است که اولین اپیزود آن در روز دوم آوریل ۲۰۱۵ از شبکه اسپایک پخش شد. این برنامه مبتنی بر ایده‌ای است که اولین بار جان کرازینسکی در برنامه آخر شب با جیمی فالون آن را مطرح کرد و در آن ستاره‌ها و سلبریتی‌ها با اجرای لب خوانی با هم مبارزه می‌کنند. این ایده قبل از آنکه به برنامه جداگانه‌ای تبدیل شود، به عنوان بخشی از برنامهTonight Show Starring Jimmy Fallon تهیه و پخش می‌شد.
اولین اپیزود این برنامه پربیننده‌ترین اپیزود اول در تاریخ شبکه اسپایک بود. این برنامه برای این شبکه یک شوی موفق بود و در نتیجه برای فصل دوم تمدید شد که اول قسمت فصل دوم در روز ۷ ژانویه ۲۰۱۶ پخش شد.

## بررسی اجمالی
مسابقه لب خوانی (لیپ سینک بَتِل) در روز دوم آوریل ۲۰۱۵ از شبکه اسپایک پخش شد. جان کرازینسکی و استیون مرچَنت تهیه کنندگان آن هستند و ال ال کول جی، بازیگر و رپر، مجری این برنامه است و کریسی تیگن، مدل، به عنوان مفسر و کمک مجری ایفای نقش می‌کنند.
این شو برنامه‌ای اشتقاقی (اسپین-آف) است که در ابتدا به عنوان بخشی از برنامه آخر شب با جیمی فالون معرفی شد. مرچنت، کرازینسکی و همسرش، امیلی بلانت، در حال ایده پردازی برای حضور کرازینسکی در برنامه فالون بودند که این ایده شکل گرفت. سپس جیمی فالون آن را تبدیل به بخشی از شوی خود کرد. بازی آن شامل دو سلبریتی می‌شود که با اجرای لب خوانی در دو راند با هم مبارزه می‌کنند و حضار بعد از پایان دو راند برنده را مشخص می‌کنند.
در سال ۲۰۱۴ مرچنت و کرازینسکی و فالون این شو را به شبکه NBC برای تولید پیشنهاد کردند ولی این شبکه ایده را رد کرد، زیرا معتقد بود که این ایده برای اینکه تبدیل به برنامه‌ای جداگانه و مستقل شود کافی نیست. شبکه‌های کابلی NBC از جمله USA Network و Bravo هم آن را رد کردند. در نهایت برنامه مسابقه لب خوانی توسط شبکه کابلی اسپایک انتخاب شد.